# Liste der Biografien/Buce
Liste der Biografien |
Portal Biografien |
Personensuche
# |
A |
B |
C |
D |
E |
F |
G |
H |
I |
J |
K |
L |
M |
N |
O |
P |
Q |
R |
S |
T |
U |
V |
W |
X |
Y |
Z |
?
 
Ba |
Be |
Bd |
Bg |
Bh |
Bi |
Bj |
Bl |
Bm |
Bn |
Bo |
Br |
Bs |
Bu |
Bw |
By |
Bz
 
Bua |
Bub |
Buc |
Bud |
Bue |
Buf |
Bug |
Buh |
Bui |
Buj |
Buk |
Bul |
Bum |
Bun |
Buo |
Buq |
Bur |
Bus |
But–Buz
 
Buca |
Bucc |
Buce |
Buch |
Buci |
Buck |
Bucl |
Buco |
Bucq |
Bucr |
Bucs |
Bucu |
Bucy |
Bucz
Die Liste der Biografien führt alle Personen auf, die in der deutschsprachigen Wikipedia einen Artikel haben. Dieses ist eine Teilliste mit 14 Einträgen von Personen, deren Namen mit den Buchstaben „Buce“ beginnt.

## Buce

### Bucek
- Bucek, Hans (1902–1979), österreichischer Toningenieur und Tontechniker
- Buček, Josef Ignác (1741–1821), böhmischer Kameralist

### Bucel
- Bucelinus, Gabriel (1599–1681), Ordensgeistlicher, Universalgelehrter des Spät-Humanismus, Zeichner

### Bucer
- Bucer, Martin (1491–1551), Reformator Straßburgs mit großer Ausstrahlung auf den gesamten Protestantismus
- Bucerius, Curt (1882–1951), deutscher Architekt
- Bucerius, Ebelin (1911–1997), deutsche Geschäftsführerin von Medienunternehmen
- Bucerius, Gerd (1906–1995), deutscher Verleger und Politiker (CDU), MdHB, MdBGerd Bucerius (1906–1995)

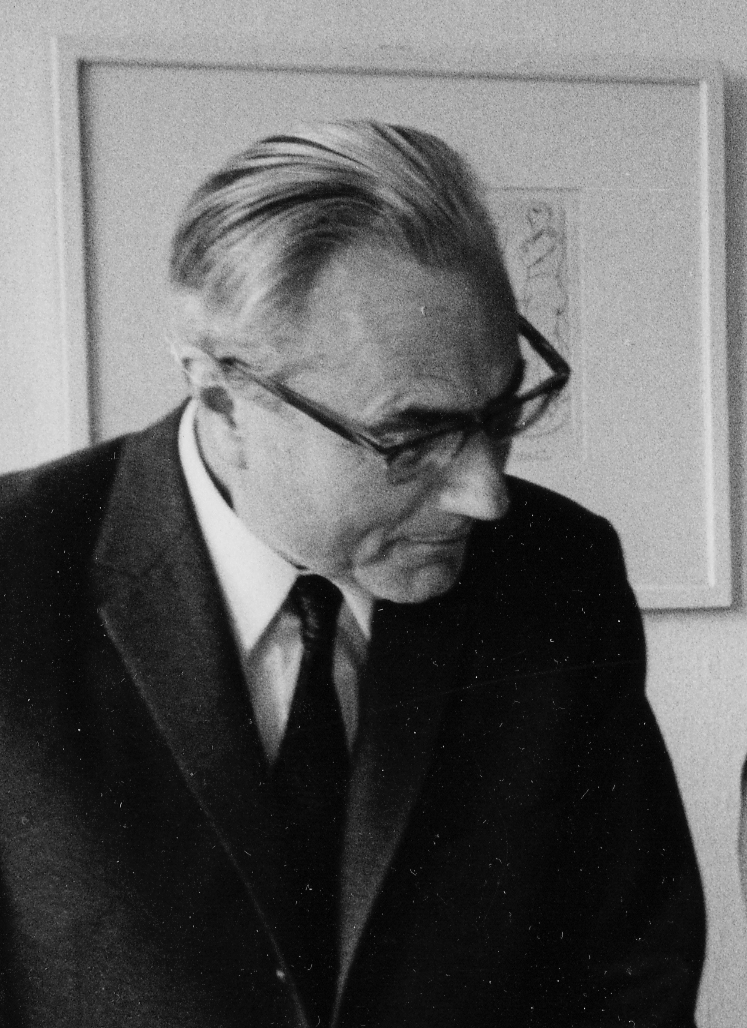
Gerd Bucerius (1906–1995)

- Bucerius, Walter (1875–1946), deutscher Oberregierungsrat
- Bucerius, Walter (1876–1945), Kommunalbeamter und Manager der Stinnes AG

### Buces
- Buceschi, Eliza (* 1993), rumänische Handballspielerin

### Bucet
- Buceti, Ignazio, italienischer Bildhauer
- Bucetta, Juan (1927–2017), uruguayischer Schwimmer und Wasserballspieler
- Bucetta, Ramón (* 1894), uruguayischer Fußballspieler

### Bucev
- Bucevičius, Saulius (* 1967), litauischer Politiker